# Appareil à battre les collets
 (mai 2023).
Si vous disposez d'ouvrages ou d'articles de référence ou si vous connaissez des sites web de qualité traitant du thème abordé ici, merci de compléter l'article en donnant les références utiles à sa vérifiabilité et en les liant à la section « Notes et références ».

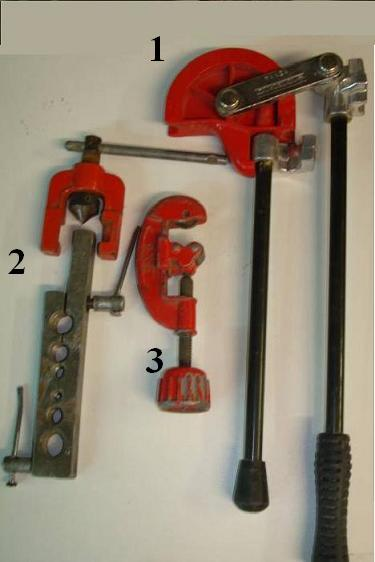
Outils de robinetterie :
1 - pince à cintrer
2 - matrice à collets battus
3 - coupe-tube.

L’appareil à battre les collets est un accessoire utilisé par les plombiers (qui le nomment « matrice à collets battus ») pour évaser et rabattre l'extrémité des tubes en cuivre (« Rabattue » nommée collet) de manière à pouvoir arrêter un élément à visser (robinet par exemple) et créer une partie plane dite d'étanchéité. Le collet réalisé, présentant une partie plane perpendiculaire à l'axe du tuyau, permet d'une part de retenir la pièce métallique à visser servant à assurer la liaison sur l'élément à installer et, d'autre part, vient en appui sur le joint nécessaire à l'étanchéité de l'ensemble.
L'appareil comporte les différentes formes adaptées aux sections standards des tuyaux, de manière à pouvoir réaliser tous les collets possibles.
Il est constitué de trois pièces : 
- la matrice, faite de deux parties assemblées par une charnière, dans lesquels des demi-alésages fraisés aux cotes standards servent de formes (parties femelles) et comportent un système de blocage (vis munie d'un écrou à oreilles, dit aussi « papillon ») permettant, de l'ouvrir pour libérer ou insérer le Tuyau, de bloquer la pièce à former ;
- l’outil de frappe (équivalent d'un jonc), fait d'une seule pièce, constitué de sa partie, porte-embout libre, et de son manche (partie recevant la frappe du marteau) ;
- l’embout conique (partie mâle) permettant d'évaser les extrémités de tuyaux cuivre écrouis.